# Menú (restaurante)

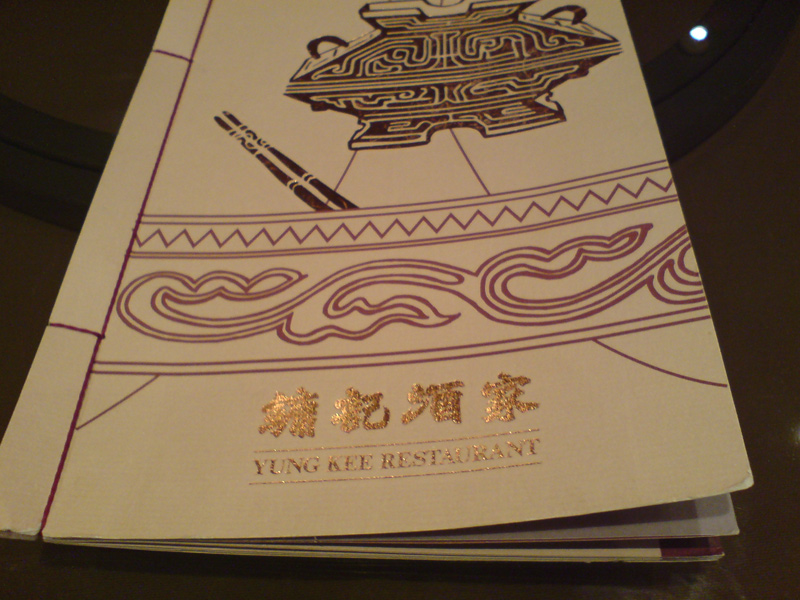
Menú de un restaurante chino.

El menú es un documento ofrecido en los restaurantes en el que se muestra a los clientes una secuencia o lista de posibles opciones disponibles para un cliente. El menú puede estructurarse en platos por tipologías de contenido: carne, pasta, pescado, etc. o por tipo de cocinado. Existen menús con la misma funcionalidad y especializados en una temática como por ejemplo: menú de vinos, menú de postres, etc. Hoy en día suele emplearse la palabra menú como sinónimo de plato combinado en algunos restaurantes de comida rápida.
La palabra Menú fue usada por primera vez en Francia en el siglo XVIII como una opción reducida de presentación de platos en restaurantes. En este caso la palabra proviene del latín minutus que significa pequeño, y que se refiere a una pequeña lista de comidas (menú de repaso).

## Menús en línea
En la era digital, muchos restaurantes publican sus menús en línea para facilitar el acceso a los clientes. Estas versiones digitales permiten a los usuarios consultar los platos ofrecidos y sus respectivos precios antes de visitar el establecimiento. Una fuente que recopila menús y precios de diferentes cadenas populares en Estados Unidos — como McDonald's, Wendy's o Cook Out — es [menús de restaurantes estadounidenses](https://cookoutmenusprices.com), útil para comparar opciones y planificar visitas.